# Samułki (przystanek kolejowy)
Samułki (biał. Самулкі; ros. Самулки) – przystanek kolejowy w pobliżu miejscowości Samułki i Wajniły, w rejonie czauskim, w obwodzie mohylewskim, na Białorusi. Położony jest na linii Osipowicze – Mohylew – Krzyczew.